# Jacob Walcher

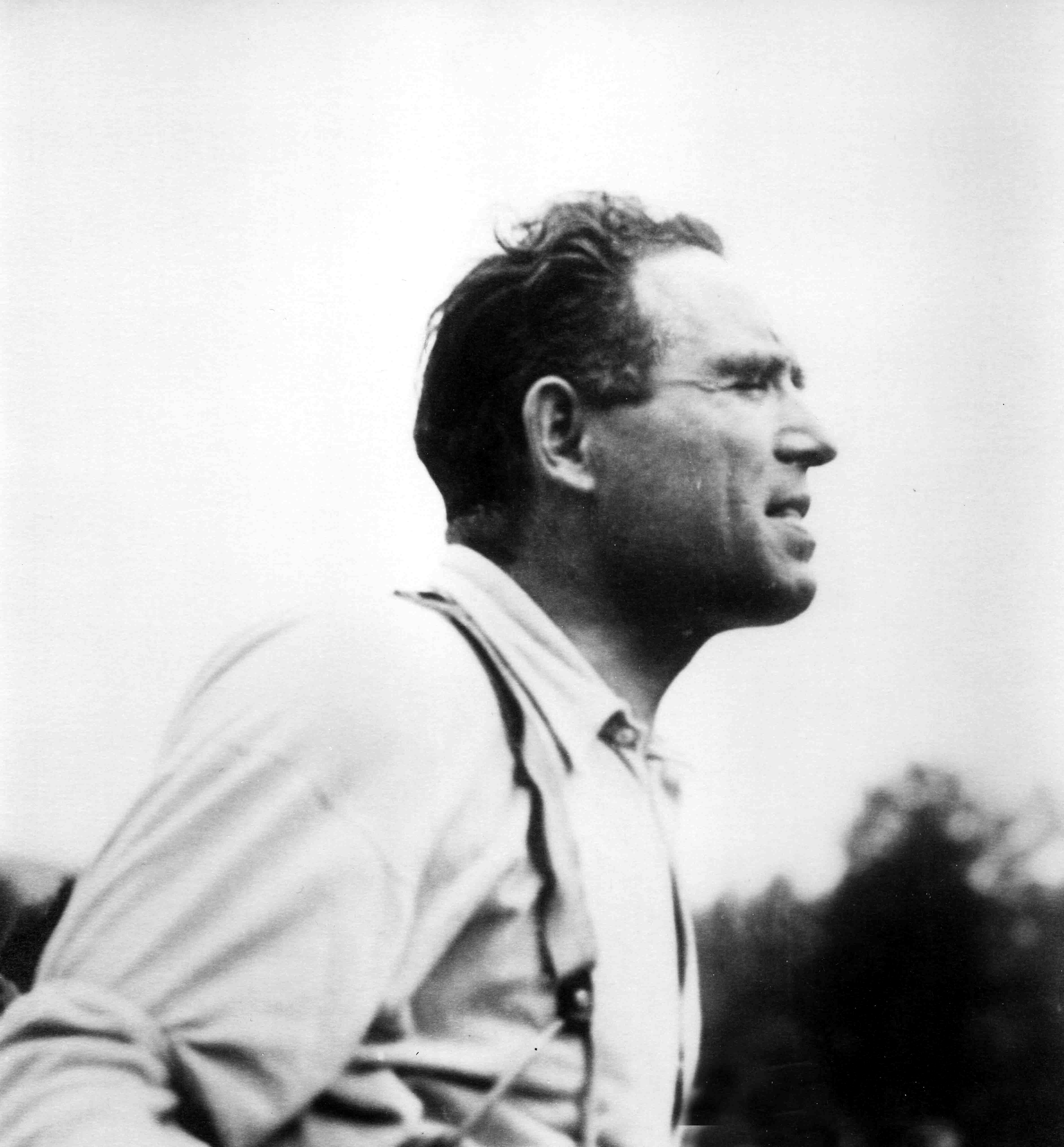
Jacob Walcher, 1912 Stuttgart

Jacob Walcher, Pseudonym Jim Schwab (* 7. Mai 1887 in Wain; † 27. März 1970 in Ost-Berlin) war ein deutscher kommunistischer Politiker und Gewerkschafter.

## Leben

### Arbeiterbewegung der Kaiserzeit

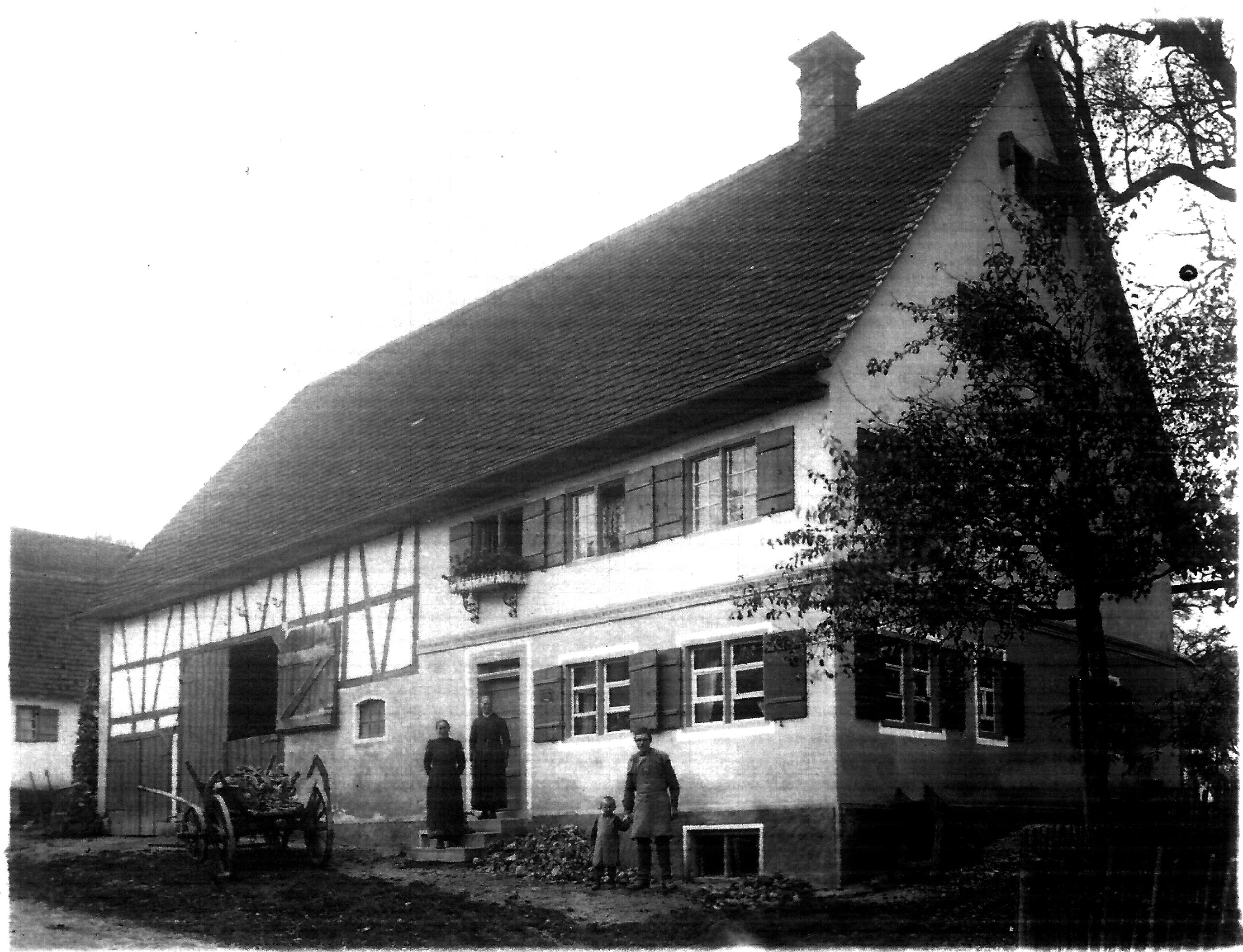
Geburtshaus in Wain

Als Sohn eines Kleinbauern wuchs Walcher im traditionell protestantischen Wain in Oberschwaben auf. Dort besuchte er die örtliche Volksschule. Mit 15 Jahren ging er als Dreher zu Daimler-Benz nach Stuttgart und kam zum ersten Mal mit der Arbeiterbewegung in Berührung. Walcher wurde 1906 Mitglied im Deutschen Metallarbeiterverband (DMV). Im gleichen Jahr trat er der Sozialdemokratischen Partei Deutschlands bei. In Stuttgart wurde er Mitbegründer des Vereins Freie sozialistische Jugend, bekannt auch als „Freie Jugend“. Er war dort von 1906 bis 1910 Vorsitzender dieser linkssozialdemokratischen Arbeiterjugendorganisation. Mehrere Jahre ging er am Wochenende zu Käte und Hermann Duncker. Dort bekam er Grundlagen der allgemeinen und politischen Bildung vermittelt. In der Zeit nach 1909 war er in der Jugend- und Arbeiterbildung tätig. Deshalb nahm er häufig an politischen Debatten im Waldheim Sillenbuch teil, einem bedeutenden Ort der Stuttgarter Arbeiterbewegung. Dort organisierte er auch eigene Veranstaltungen. 1910 wurde er zur SPD-Parteischule nach Berlin delegiert. Dort lehrte Rosa Luxemburg, die ihn intellektuell förderte. Bei der Stuttgarter SPD-Zeitung Schwäbische Tagwacht arbeitete er als Redaktionsmitglied von 1911 bis 1914. Die Funktion als Bezirksvorsitzender des DMV übte er 1913 aus.
Walcher gehörte zum Kreis der aktiven Kriegsgegner um Friedrich Westmeyer und somit ab 1914 zu den Kritikern der Burgfriedenspolitik der SPD. Er wurde daher gemeinsam mit seinen Kollegen Arthur Crispien und Edwin Hoernle aus der Redaktion der Schwäbischen Tagwacht entfernt und schloss sich dem Spartakusbund an.

### KPD, KPD-O und SAPD
Unter dem Eindruck der Oktoberrevolution in Russland hoffte Walcher auf einen Aufstand der deutschen Arbeiter. Gemeinsam mit Karl Liebknecht und Rosa Luxemburg plante er die Revolution. Im Dezember 1918 leitete Walcher zusammen mit Wilhelm Pieck den Gründungsparteitag der Kommunistischen Partei Deutschlands (KPD) und war Mitglied des Vollzugsausschusses des Arbeiter- und Soldatenrates in Stuttgart. 1919 war er Politischer Sekretär der KPD in Stuttgart und 1919 bis 1924 Mitglied der Zentrale der KPD.
Im Juli 1920 fuhr Walcher mit einer KPD-Delegation zu Lenin nach Moskau. Der erfahrene Gewerkschafter warb für die Mitarbeit der Kommunisten in den sozialdemokratisch geprägten Gewerkschaften. Während der Weimarer Republik stand er in regelmäßigem Kontakt mit Clara Zetkin und schloss in dieser Zeit Bekanntschaft mit ihrer Sekretärin Hertha Gordon, die er später heirateten sollte. 1922 nahm Jacob Walcher am Kongress der kommunistischen und revolutionären Organisationen des Fernen Ostens in Moskau teil. Einen Wechsel dieser Position auf Druck Stalins konnte er, der 1924 bis 1926 Mitglied der Exekutive der Roten Gewerkschaftsinternationale in Moskau war und dann bis 1928 als Mitglied der Gewerkschaftsabteilung des KPD-ZKs arbeitete, jedoch nicht verhindern. 1928 wurde Walcher aus der KPD ausgeschlossen.
Als Gründungsmitglied der Kommunistischen Partei-Opposition sowie zwischen 1928 und 1931 Mitglied von deren Leitung und Mitherausgeber der KPO-Zeitschrift Gegen den Strom kämpfte er gegen den erstarkenden Faschismus. Weil er ein Zusammengehen mit der Sozialistischen Arbeiterpartei Deutschlands (SAPD) unterstützte, wurde er jedoch gemeinsam mit Paul Frölich, August Enderle und Rosi Wolfstein aus der KPD-O ausgeschlossen. Innerhalb der SAPD wurde er 1932 hauptamtliches Mitglied des Parteivorstandes.

### Exil und Rückkehr
Mit der Machtübernahme der NSDAP begannen für Walcher die Jahre der Emigration. Unter dem Decknamen Jim Schwab leitete er aus Paris die Exil-SAP. Den jungen SAP-Genossen Willy Brandt schickte er zur politischen Arbeit nach Norwegen. 1933 führte er bei Paris Gespräche mit Leo Trotzki. Die Konzeption einer 4. Internationale scheiterte. Ihre politischen Differenzen waren zu groß. Im Pariser Lutetia-Kreis setzte Walcher sich für eine Einheitsfront aus Sozialdemokraten und Kommunisten gegen die Nationalsozialisten ein. Im April 1937 wurde er im Deutschen Reich ausgebürgert. Als die Wehrmacht in Frankreich einmarschierte, wurde er zweimal interniert. Er konnte fliehen und bekam über das Emergency Rescue Committee ein Visum für die USA. Sein Fluchtweg führte, wie der vieler deutscher Emigranten, über die Pyrenäen nach Lissabon und per Schiff in die USA, wo Walcher wieder als Dreher arbeitete.
Walchers Wohnung war im New Yorker Stadtteil Bronx. Am 13. Mai 1941 erfolgte in New York die Heirat mit Hertha Gordon. Im Council for a Democratic Germany unter der Leitung des Theologen Paul Tillich, in dem unter anderem auch Bertolt Brecht mitarbeitete, entwarf Jacob Walcher Vorschläge für die Gewerkschaftsarbeit in Deutschland nach dem Neubeginn.

### DDR und politische Ächtung
1946 kehrte Walcher nach Deutschland zurück. Als Sozialist entschied er sich für die sowjetische Besatzungszone, wo er zunächst der KPD, dann der neu gegründeten Sozialistischen Einheitspartei Deutschlands (SED) beitrat. In dieser Zeit brach er mit seinem Freund Willy Brandt, weil dieser sich zur SPD bekannte.
Als Chefredakteur der Gewerkschaftszeitung Tribüne (1946–1949) kritisierte Walcher Missstände im Realsozialismus, weshalb er im Februar 1951 seinen Posten verlor.
Im April 1951 wurde er vor die Landesüberprüfungskommission Berlin der SED gerufen; diese war Teil der Zentralen Parteikontrollkommission. Vorgeworfen wurden ihm – in stalinistischer Manier – seine führende Tätigkeit in KPO und SAPD, Kontakte zu Leo Trotzki und seine Rolle als ein angeblicher „Verhinderer“ der nicht stattgefundenen Revolution von 1923. Die SED erklärte ihn, mit Beschluss vom 29. April 1951, zum „ärgsten Feind der Arbeiterklasse“, schloss ihn aus der Partei aus und degradierte ihn zum Archivarbeiter. In den Jahren der politischen Ächtung hielt ihm sein Freund Bertolt Brecht die Treue. Er und seine Frau waren Gäste im Brecht-Weigel-Haus in Buckow.

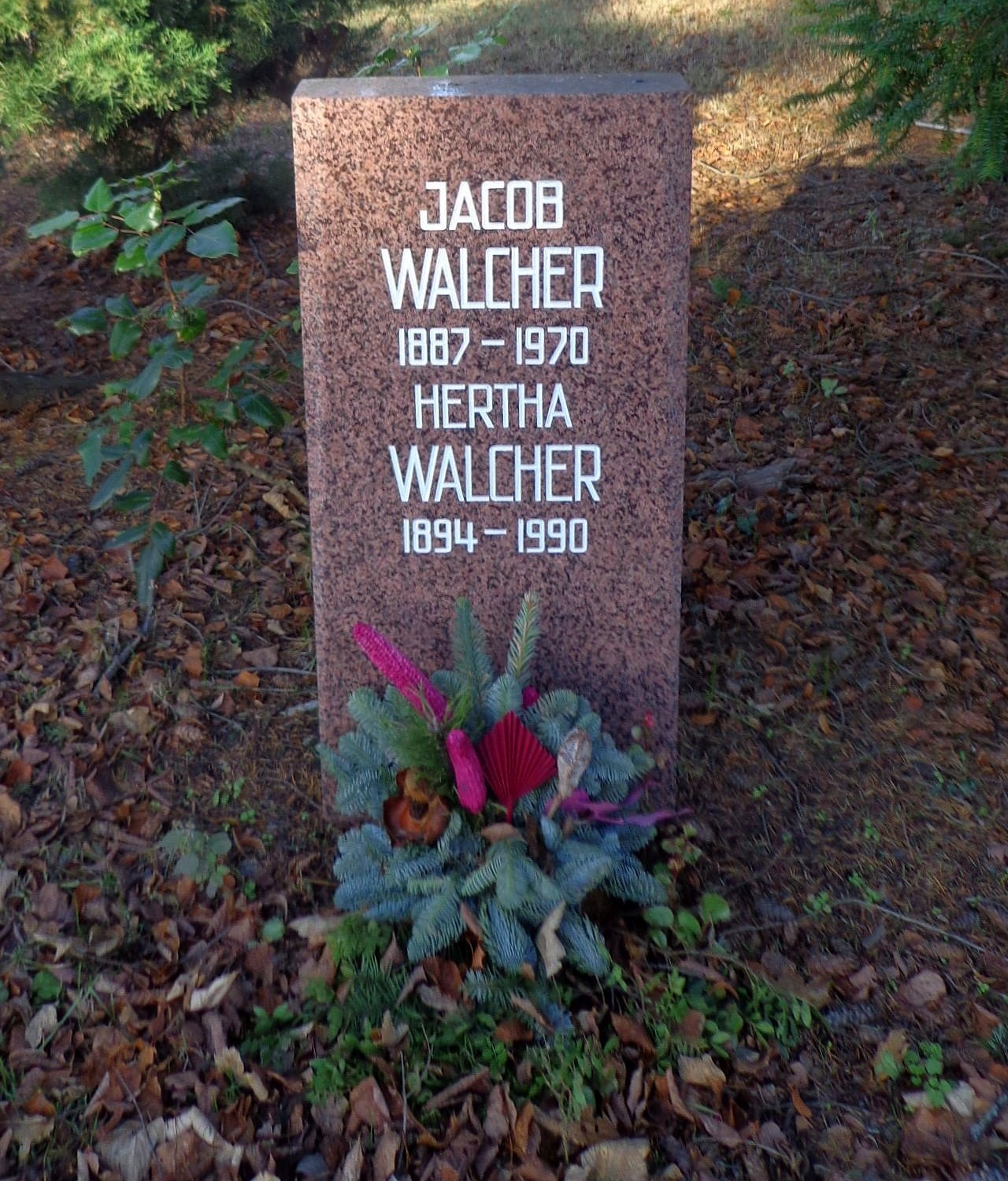
Grab von Jacob und Hertha Walcher

1956 wurde Walcher formell rehabilitiert und galt in der DDR offiziell als „Gewerkschaftsveteran“, erhielt aber nur zweitrangige Auszeichnungen der DDR, wie die Fritz-Heckert-Medaille des FDGB oder 1962 den Vaterländischen Verdienstorden in Bronze. Zu Walchers 75. Geburtstag druckte Neues Deutschland auf der zweiten Seite eine nichtssagende Meldung, das wiederholte sich auch zum 80. Geburtstag, allerdings erhielt er 1967 den Vaterländischen Verdienstorden in Gold. Bis zu seinem Tod 1970 lebte er zurückgezogen mit seiner Frau Hertha in Berlin-Hohenschönhausen. Sie weigerte sich nach Jacob Walchers Tod erfolgreich, seinen gesamten Nachlass an das Institut für Marxismus-Leninismus beim Zentralkomitee der SED zu geben.
Jacob Walchers Urne wurde auf Beschluss des ZK der SED in der Grabanlage Pergolenweg des Berliner Zentralfriedhofs Friedrichsfelde beigesetzt. Der Nachruf des ZK war jedoch so formuliert, dass unschwer zu erkennen war, Walcher sei aus dem Partei-Gedächtnis der SED zu streichen. Denn nicht nur sein Vorsitz zusammen mit Wilhelm Pieck auf dem Gründungsparteitag der KPD, sondern auch seine 1919 erfolgte Wahl zum Mitglied der Zentrale der KPD blieben unerwähnt.
Sein „rotes Gewerkschaftsbuch“ aus dem Jahre 1932 wird auch heute noch als wichtiges Zeitdokument einer Einheitsfrontpolitik mit der Sozialdemokratie gegen den aufkommenden Nationalsozialismus angesehen.

## Werke

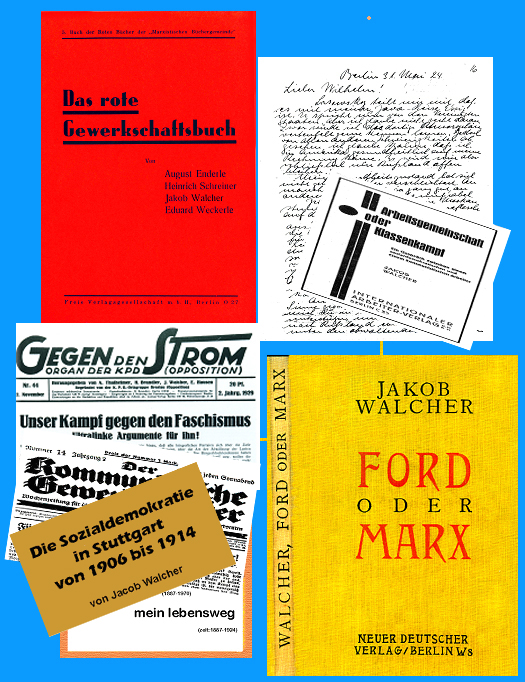
Verschiedene Schriften Jacob Walchers

- Ford oder Marx. Die praktische Lösung der sozialen Frage. Berlin 1925. (Online im Internet Archive)
- Arbeitsgemeinschaft oder Klassenkampf. Berlin 1928.
- Das rote Gewerkschaftsbuch. Berlin 1932. (Mitverfasser, mit August Enderle, Heinrich Schreiner, Eduard Weckerle, Online auf der Webseite der Gruppe Arbeiterpolitik)
- Auf der falschen Seite. Ein überarbeiteter Vortrag des Chefredakteurs der Tribüne vor dem Personal des Aussenministeriums der Deutschen Demokratischen Republik über das Thema: Gewerkschaften in den kapitalistischen Ländern. Berlin 1950.
- Zum II. KI-Kongreß delegiert. In: Beiträge zur Geschichte der Arbeiterbewegung. Berlin 1970.

Unveröffentlichte Buchmanuskripte:
- Die Sozialdemokratie in Stuttgart von 1906 bis 1915 (online)
- Unsere Gewerkschaftsarbeit vom Beginn bis 1924 (online)
- Mein Lebensweg, Autobiografie (Zeit 1887–1920) (online)

## Auszeichnungen
- Fritz-Heckert-Medaille des FDGB
- 1962 Vaterländischer Verdienstorden in Bronze
- 1967 Vaterländischer Verdienstorden in Gold